# Psychotria subsessiliflora
Psychotria subsessiliflora är en måreväxtart som beskrevs av Adolph Daniel Edward Elmer. Psychotria subsessiliflora ingår i släktet Psychotria och familjen måreväxter.

## Underarter
Arten delas in i följande underarter:
- P. s. carinata
- P. s. subsessiliflora